# Le Libre Poitou

Parution clandestine, Le Libre Poitou est un journal de la Résistance du Poitou créé par Louis Renard. Le premier numéro paraît dès le 14 octobre 1940 à ce jusqu'à août 1942, date de l'arrestation de Louis Renard lui-même et de son réseau de résistants du Poitou : le réseau Renard.
Lors du premier numéro du Libre Poitou, Louis Renard écrivait dans une note d’éditeur : « De 1914 à 1918, nos alliés et amis Belges connurent les rigueurs de l’occupation allemande. Leur dignité, leur Résistance, leur héroïsme firent l’admiration du monde. Il paraissait alors un petit journal « La Libre Belgique » ; quelques poitevins ont décidé de faire paraître « Le Libre Poitou ». Nous n’avons aucun moyen pour le faire imprimer. A vrai dire, ce ne sera pas un journal, seulement une liaison entre inconnus unis par amour de la Patrie et une même foi dans sa résurrection glorieuse. Vous qui recevez cet exemplaire, diffusez-le autour de vous, faites le taper en plusieurs exemplaires que vous ferez parvenir à vos amis, faites ainsi que chez tous, riches et pauvres, patrons et ouvriers, intellectuels et travailleurs manuels, de la France en prison ou de celle de la France Libre, un rayon d’espérance et de soleil pénètre partout ».
Le Libre Poitou a pris le nom de Centre Presse en 1958.

## Sources
- VRID
- « Le Réseau Renard dans le Nord-Vienne », sur lanouvellerepublique.fr